# Tujetsch
Tujetsch (en alemán Tavetsch) es una comuna suiza del cantón de los Grisones, situada en la región de Surselva. Limita al norte con la comuna de Silenen (UR), al este con Disentis/Mustér y Medel (Lucmagn), al sur con Quinto (TI) y Airolo (TI), y al oeste con Andermatt (UR) y Gurtnellen (UR).
Forman parte del territorio comunal las localidades de Bugnei, Camischolas, Cavorgia, Dieni, Guiv, Milez, Mulinatsch, Nacla, Prau Múlins, Rueras, Sedrun, Selva, Sum, Sut Crestas y Tschamut.

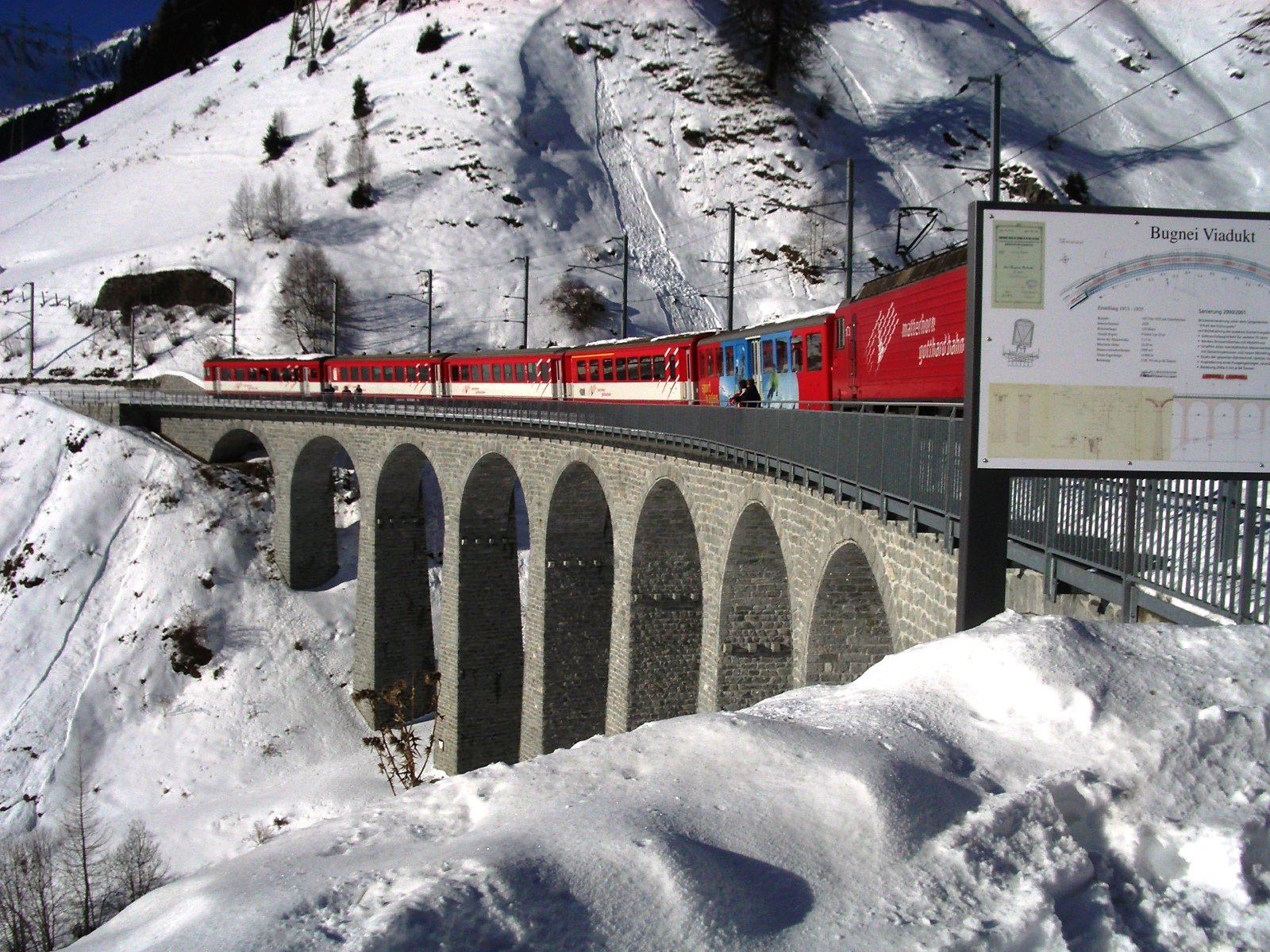
Ferrovías en la región en época hivernal.

Una sensible mayoría de la población habla la lengua romanche; la variante local es distinta del suprasilvano y se suele definir como un dialecto aparte, Tuatschin.